# Zweimal Rom und zurück
Zweimal Rom und zurück ist eine US-amerikanische Fernsehkomödie aus dem Jahr 1989.

## Handlung
Die aus Philadelphia stammende Polizistin Detective Elizabeth Donaldson, genannt Liz, hat es satt, sich ständige Witze über Polizistinnen anhören zu müssen, weswegen sie sich in ihrem Urlaub in Italien eine neue Identität zulegt, und fortan eine erfolgreiche Geschäftsfrau ist. Dr. Harry MacRae will ebenfalls seinen Urlaub in Rom verbringen. Er ist ein wohlhabender und geachteter Kardiologe, der sich endlich verlieben will. Und da er sichergehen will, dass die Frauen nicht auf sein Geld aus sind, gibt er sich als kleiner Krankenhausangestellter aus.
Beide begegnen einander im Flugzeug, lernen sich kennen und verbringen gemeinsam Zeit in Rom. Als sie allerdings wieder zurück in den USA sind, entstehen Komplikationen, da sie ihre kleinen Lügen aufrechterhalten müssen, um ihr Gegenüber nicht zu enttäuschen. Obwohl sie sich ihre Liebe geschworen haben und versicherten, dass Standesunterschiede keine Rolle spielen, wird ihre Beziehung zueinander auf eine harte Probe gestellt, nachdem sie herausfinden, wer sie wirklich sind.

## Kritik
„Die harmlose Liebeskomödie bietet konventionelle Fernsehunterhaltung ohne sonderliches Profil.“

„Netter Verwechslungsspaß vor antiker Kulisse.“

## Hintergrund
Nachdem der Film zum ersten Mal am 27. November 1989 im US-amerikanischen Fernsehen ausgestrahlt wurde, lief er in Deutschland am 9. September 1992 auf dem Privatsender RTL plus.